# Billbergia chlorostica
Espèce
Classification phylogénétique
Synonymes
- Billbergia debilis E.Pereira
- Billbergia fosteriana  L.B.Sm.
- Billbergia saundersii W.Bull

Billbergia chlorostica est une espèce de plantes à fleurs de la famille des Bromeliaceae, endémique du Brésil.

## Synonymes
- Billbergia debilis E.Pereira[1] ;
- Billbergia fosteriana  L.B.Sm.[1] ;
- Billbergia saundersii W.Bull[1].

## Distribution et habitat

### Distribution
L'espèce est endémique du Brésil et se rencontre dans les États de Bahia, du Minas Gerais et de Rio de Janeiro.

## Description
L'espèce est épiphyte.